# Kutry torpedowe projektu 206

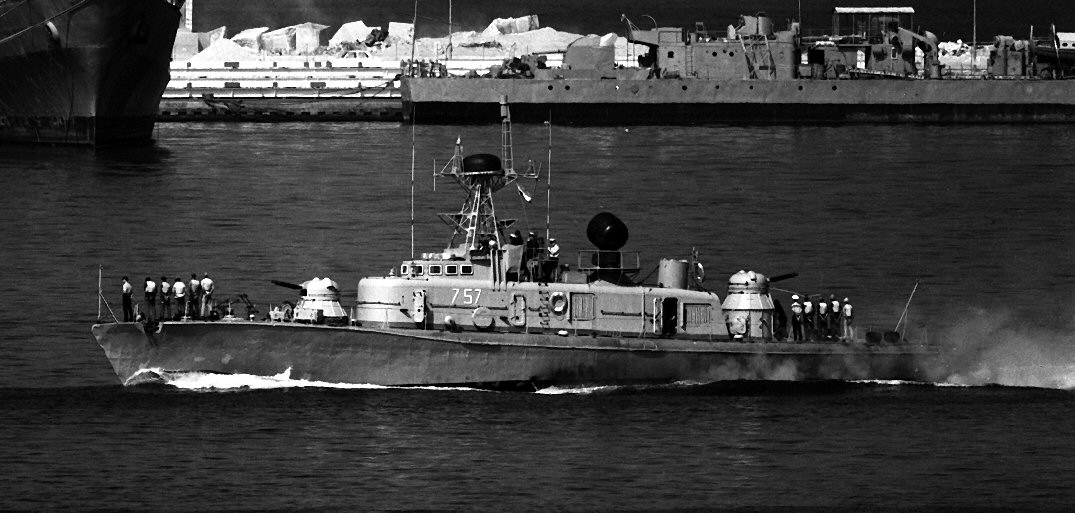
Kuter proj. 206 marynarki egipskiej – ze zdemontowanymi wyrzutniami torpedowymi po bokach nadbudówki

Kutry torpedowe projektu 206 (w kodzie NATO 'Shershen') – typ radzieckich dużych kutrów torpedowych z lat 60. XX wieku, używanych przez marynarkę ZSRR oraz niektórych państw sojuszniczych. 

## Historia
W latach 50. zdecydowano w ZSRR opracować nowe kutry torpedowe, przewyższające charakterystykami masowo budowane kutry projektu 183 (w kodzie NATO P-6). W odróżnieniu od projektu 183 i wcześniejszych radzieckich kutrów torpedowych, nowe kutry miały mieć 4 wyrzutnie torpedowe, w miejsce dwóch. 
Prace projektowe prowadzono w latach 1956–1960 przez biuro Ałmaz, zajmujące się w tym czasie równolegle projektowaniem kutrów rakietowych projektu 205 (ozn. NATO 'Osa'). Dlatego też, a także w celu zapewnienia działania obu typów jednostek we wspólnych zespołach, kadłub kutrów torpedowych projektu 206 stanowił nieco pomniejszoną modyfikację kadłuba kutrów rakietowych projektu 205, jednostki te miały też taki sam ogólny układ konstrukcyjny i siłownię. W odróżnieniu od stalowo-drewnianych kutrów proj. 183, nowe jednostki miały kadłuby stalowe, co zwiększyło ich trwałość (było to lepsze rozwiązanie także od zastosowanego w polskich kutrach proj. 664 hydronalium), aczkolwiek na pierwszej jednostce wynikły problemy związane z wytrzymałością spawów, później pokonane. 
Seryjne kutry budowano od 1960 do 1974, w stoczniach w ZSRR w Jarosławiu i Zielenodolsku. Pierwszy wszedł do służby w październiku 1960. Kutry budowane do 1964 nie posiadały jeszcze stacji radiolokacyjnej kierowania ogniem artylerii MR-104, później montowanej. W kodzie NATO jednostki otrzymały oznaczenie  'Shershen', często spolszczane w polskiej literaturze jako „Szerszeń”, nie była to jednak oryginalna nazwa typu.
Powstała także eksportowa wersja, bazująca na większym kadłubie kutra projektu 205, oznaczona jako projekt 206ER (w kodzie NATO: 'Mol'), której zbudowano 10 sztuk na eksport i 1 dla ZSRR.
Mimo takiego samego numeru projektu, wodoloty torpedowe projektu 206M i rakietowe projektu 206MR są już odrębnymi konstrukcjami, wywodzącymi się częściowo z okrętów projektu 206, lecz o kadłubach odpowiadających wymiarami kutrom proj. 205.

## Służba
Publikowane dane co do ilości zbudowanych jednostek nie są pewne – według jednego ze źródeł, zbudowano ich ok. 135, z czego część przekazano następnie innym krajom: NRD zakupiła 18, Bułgaria i Egipt po 6, Angola 4, Kongo i Korea Północna po 3, Republika Zielonego Przylądka, Gwinea, Gwinea Bissau i Jugosławia po 2 (w marynarce ZSRR pozostało 87). Dalsze 13 zbudowano w Jugosławii w stoczni w Kraljevicy na licencji (według innych źródeł, zakupiono w ZSRR 4 i zbudowano 10). Według innych danych, ogółem zbudowano w ZSRR 123 sztuki. 
Kutry te służyły w marynarce radzieckiej do końca lat 80., w niektórych innych marynarkach dłużej. 
Do NRD kutry te w liczbie 18 zostały dostarczone w latach 1968-1971, były wycofywane od 1984, ostatnie w lutym 1990. Nosiły numery trzycyfrowe, zaczynające się od 8 oraz nazwy własne.
W 1970 Bułgaria nabyła 4 kutry, a w 1978 2 dalsze. Nosiły numery:
24-29, od 1985: 104-106 i 114-116 oraz nazwy własne. Zostały one wycofane ze służby bojowej w 1993. Jeden do 2000 służył następnie jako patrolowiec straży granicznej, nr 524.

## Dane taktyczno-techniczne
- Wyporność
  - standardowa: 145 t
  - pełna: 170 t
- wymiary
  - długość: 34,6 m
  - szerokość: 6,75 m
  - zanurzenie: 3,75 m
- napęd: 3 silniki wysokoprężne M-503 o łącznej mocy 12 000 KM, 3 śruby
- prędkość:
  - maksymalna: 45 w
- zasięg: 800 mil morskich przy prędkości 30 w
- załoga: 23

Uzbrojenie:
- 4 wyrzutnie torped kaliber 533 mm
- 2 podwójnie sprzężone armaty przeciwlotnicze 30 mm AK-230
- 12 bomb głębinowych na dwóch zrzutniach
- możliwość przenoszenia 6 min

Wyposażenie
- stacja radiolokacyjna wykrywania i kierowania strzelaniem torpedowym MR-102 Bakłan (na maszcie)
- stacja radiolokacyjna kierowania ogniem artylerii MR-104 Ryś (na rufowej części nadbudówki)